# Янссен, Инге
Инге Янссен (нидерл. Inge Janssen, род. 20 апреля 1989) — голландская спортсменка, гребчиха, призёр чемпионата Европы, чемпионата мира по академической гребле, а также летних Олимпийских игр 2016 года.

## Биография
Инге Янссен родилась 20 апреля 1989 года в нидерландском городе Лейдсендам-Ворбург, Южная Голландия. Заниматься гребным спортом начала с 18 лет, после того как переехала на обучение в колледж в Утрехте.
Дебютным стало выступление Янссен на чемпионате Европы по академической гребле 2013 года в Севильи. В индивидуальной категории ей противостояли более опытные гребцы, которые уже имели международный опыт выступлений и награды. Несмотря на это, она смогла финишировать в тройке победителей получив бронзовую медаль. Первенство было выиграно спортсменками из Чехии и Австрии.
На чемпионате Европы по академической гребле 2014 года, который проходил в сербском городе Белград, пара Янссен — Бёкерс заняла третье место в категории двойки парные, уступив литовским и польским конкуренткам.
Бронзовая медаль была добыта на чемпионате мира по академической гребле 2015 года в Эглебетт-ле-Лак. В категории парные четверки, Янссен в составе голландской команды гребчих, уступила первенство заплыва и заняла третье место после соперниц из Германии и США.
На Летних Олимпийских играх 2016 в Рио-де-Жанейро Янссен в составе голландской парной четвёрки заняла второе место, уступив золото заплыва команде из Германии.